# ST3GAL3
ST3GAL3‏ (ST3 beta-galactoside alpha-2,3-sialyltransferase 3) هوَ بروتين يُشَفر بواسطة جين ST3GAL3 في الإنسان.

## الوظيفة
البروتين المُرمَّز بواسطة هذا الجين هو بروتين غشائي من النوع الثاني، يُحفِّز نقل حمض السياليك من حمض السياليك CMP إلى ركائز تحتوي على الجالكتوز. يوجد هذا البروتين المُرمَّز عادةً في جهاز غولجي، ولكن يُمكن معالجته بروتينيًا إلى شكل قابل للذوبان. ينتمي هذا البروتين إلى عائلة ناقلة الغليكوزيل 29. وقد عُثر على مُتغيِّرات مُتعدِّدة في النسخ تُرمِّز العديد من الأشكال المُتماثلة المختلفة لهذا الجين.
وُجِد مؤخرًا أنَّ الطفرات في جين ST3GAL3 تُسبِّب التخلف العقلي الجسدي المُتنحِّي 12. ونظرًا لأنَّ الطفرات تُعطِّل مسار الغليكوزيل، يُمكن اعتبار هذا الاضطراب اضطراب غلكزة خلقيًا.